# Дипломци
Дипломци је југословенска телевизијска серија, снимљена у продукцији Телевизије Београд 1971. године. Аутори серије били су режисер Небојша Комадина и сценариста Синиша Павић. Серија има 10 епизода и премијерно је емитована од 26. септембра до 28. новембра 1971. године.

## Радња
Серија приказује живот групе студената на периферији Београда. Један од главних јунака је Будимир Бумба (Бора Тодоровић), неодговорни студент Правног факултета, који још увек није положио последњи испит и преузео одговорност на себе. Ипак, уз помоћ оца Симе (Мија Алексић), нервозног чиновника који константно сумња у њега, успева да добије посао, али тек након тога упада у невоље и почиње да сазрева.
Са својим друштвом, које чине његов колега са факултета Раде (Петар Краљ), затим Мита (Ђуза Стојиљковић), студент филмске режије, Аца (Никола Симић), студент медицине и Гута (Милан Гутовић), студент математике, Буда покушава да се обрачуна с конобаром Милетом „Кусуром“ (Велимир Животић), док очеви покушавају да им помогну и извуку их из невоља, али ни они нису ништа бољи од својих синова.

## Списак епизода
| Епизода       | Прво приказивање    |
| ------------- | ------------------- |
| 1. Бонтон     | 26. септембар 1971. |
| 2. Испит      | 3. октобар 1971.    |
| 3. Прослава   | 10. октобар 1971.   |
| 4. Посао      | 17. октобар 1971.   |
| 5. Инспектор  | 24. октобар 1971.   |
| 6. Очеви      | 31. октобар 1971.   |
| 7. Болница    | 7. новембар 1971.   |
| 8. Луда кућа  | 14. новембар 1971.  |
| 9. Кренуло је | 21. новембар 1971.  |
| 10. Свадба    | 28. новембар 1971.  |

## Улоге
| Глумац                     | Улога                                           |
| -------------------------- | ----------------------------------------------- |
| Мија Алексић               | Сима Бумба (10 еп. 1971)                        |
| Бора Тодоровић             | Будимир Буда Бумба (10 еп. 1971)                |
| Никола Симић               | Александар 'Аца Лудак' Брзић (10 еп. 1971)      |
| Петар Краљ                 | Радослав Раде Петковић (10 еп. 1971)            |
| Властимир Ђуза Стојиљковић | Димитрије 'Мита Геније' Црњавчевић (9 еп. 1971) |
| Милан Лане Гутовић         | Драгутин Гута Павловић (9 еп. 1971)             |
| Љубица Ковић               | Персида Бумба (7 еп. 1971)                      |
| Радмила Савићевић          | Газдарица Савка (6 еп. 1971)                    |
| Вука Дунђеровић            | Службеница Марија (6 еп. 1971)                  |
| Ђорђе Јелисић              | Директор Лаза (6 еп. 1971)                      |
| Велимир Животић            | Миле 'Кусур' (6 еп. 1971)                       |
| Данило Бата Стојковић      | Душан Бубулеја (5 еп. 1971)                     |
| Живојин Жика Миленковић    | Сисоје Митровић 'Пушка' (5 еп. 1971)            |
| Ташко Начић                | Кукула (5 еп. 1971)                             |
| Рената Улмански            | Службеница Виолета (5 еп. 1971)                 |
| Драгољуб Милосављевић Гула | Петар Зврк (4 еп. 1971)                         |
| Јелица Теслић              | Јелена Марковић (4 еп. 1971)                    |
| Милан Срдоч                | Петар Бабић (3 еп. 1971)                        |
| Олга Станисављевић         | Мабел Митровић (3 еп. 1971)                     |

 Остале улоге  ▼
| Глумац                    | Улога                                    |
| ------------------------- | ---------------------------------------- |
| Сима Јанићијевић          | Професор Правног факултета (3 еп. 1971)  |
| Божидар Стошић            | Бубњар Василије (3 еп. 1971)             |
| Никола Милић              | Газда Панта (3 еп. 1971)                 |
| Љиљана Лашић              | Лизица (3 еп. 1971)                      |
| Весна Пећанац             | Мими Митровић (3 еп. 1971)               |
| Анђелка Ристић            | Милица Бабић (3 еп. 1971)                |
| Зорка Манојловић          | (3 еп. 1971)                             |
| Вера Томановић            | Будина сестра (2 еп. 1971)               |
| Ратко Сарић               | Димитрије Завала (2 еп. 1971)            |
| Младен Млађа Веселиновић  | Поштар (2 еп. 1971)                      |
| Марица Поповић            | Госпођа на улици (2 еп. 1971)            |
| Северин Бијелић           | Бата Негулеско (2 еп. 1971)              |
| Вера Новаковић            | (2 еп. 1971)                             |
| Иван Манојловић           | (2 еп. 1971)                             |
| Никола Јовановић          | Доктор правних наука (2 еп. 1971)        |
| Милан Панић               | Миле, дете палог борца (2 еп. 1971)      |
| Србољуб Милин             | Миле Дацин (2 еп. 1971)                  |
| Слободан Матић            | Благајник (2 еп. 1971)                   |
| Драгутин Добричанин       | Будин ујак (1 еп. 1971)                  |
| Јелисавета Сека Саблић    | Леонора Бах, адвокат (1 еп. 1971)        |
| Михајло Викторовић        | Инспектор (1 еп. 1971)                   |
| Драган Лаковић            | Крле, Радетов отац (1 еп. 1971)          |
| Жика Петровић             | (1 еп. 1971)                             |
| Мира Бањац                | Будина ујна (1 еп. 1971)                 |
| Надежда Брадић            | Портирка у студентском дому (1 еп. 1971) |
| Милутин Бутковић          | Главни гинеколог (1 еп. 1971)            |
| Бранислав Цига Миленковић | Звркова муштерија (1 еп. 1971)           |
| Урош Гловачки             | Професор Сисојеве ћерке (1 еп. 1971)     |
| Душан Почек               | Асистент (1 еп. 1971)                    |
| Вера Верешчагин           | (1 еп. 1971)                             |
| Даница Аћимац             | Бабићева супруга (1 еп. 1971)            |
| Миодраг Гавриловић        | Директор школе (1 еп. 1971)              |
| Иво Јакшић                | Ортопед (1 еп. 1971)                     |
| Мирјана Марић             | (1 еп. 1971)                             |
| Јадранка Ивановић         | (1 еп. 1971)                             |
| Стеван Максић             | (1 еп. 1971)                             |
| Нада Тадић                | (1 еп. 1971)                             |
| Власта Велисављевић       | Лекар (1 еп. 1971)                       |
| Михајло Фаркић            | Лекар (1 еп. 1971)                       |
| Радослав Павловић         | Ђубретар (1 еп. 1971)                    |
| Драгољуб Петровић         | (1 еп. 1971)                             |
| Ленка Радојчић            | (1 еп. 1971)                             |
| Слободан Колаковић        | (1 еп. 1971)                             |
| Надежда Вукићевић         | Милева, Будина девојка (1 еп. 1971)      |
| Богић Бошковић            | (1 еп. 1971)                             |
| Жижа Стојановић           | Завалина супруга (1 еп. 1971)            |
| Мирослав Бијелић          | Записничар (1 еп. 1971)                  |
| Вера Дедић                | Службеница посте (1 еп. 1971)            |
| Вељко Маринковић          | (1 еп. 1971)                             |
| Зоран Стојиљковић         | Члан комисије (1 еп. 1971)               |
| Мелита Бихали             | Плавуша (1 еп. 1971)                     |
| Љиљана Газдић             | (1 еп. 1971)                             |
| Надежда Мирковић          | Милевина другарица (1 еп. 1971)          |
| Божидар Пајкић            | Сељак (1 еп. 1971)                       |
| Матилда Спилар            | Митина мајка (1 еп. 1971)                |
| Бранко Вујовић            | Трговац (1 еп. 1971)                     |
| Драгослав Илић            | Бабићев син (1 еп. 1971)                 |
| Тома Курузовић            | Луле Вепар (1 еп. 1971)                  |
| Морис Леви                | Секретар (1 еп. 1971)                    |
| Александар Горанић        | Ученик Арсић (1 еп. 1971)                |
| Боривоје Стојановић       | Будина муштерија (1 еп. 1971)            |
| Слободан Стојановић       | Матичар (1 еп. 1971)                     |
| Душан Петровић            | Матичарев помоћник (1 еп. 1971)          |

Комплетна ТВ екипа  ▼
| Редитељ                   | Небојша Комадина           | (10 еп. 1971)                           |
| Сценариста                | Синиша Павић               | (10 еп. 1971)                           |
| Продуцент                 | Миодраг Маринковић         | продуцент (10 еп. 1971)                 |
| Композитор                | Станко Терзић              | (10 еп. 1971)                           |
| Директор фотографије      | Душан Стефановић           | (10 еп. 1971)                           |
| Mонтажер                  | Милада Рајшић              | (10 еп. 1971)                           |
| Сценограф                 | Живорад Кукић              | (10 еп. 1971)                           |
| Костимограф               | Зорица Ружић               | (10 еп. 1971)                           |
| Менаџер продукције        | Слободан Ђорђевић          | вођа снимања (10 еп. 1971)              |
| Менаџер продукције        | Иванка Обреновић           | вођа снимања (10 еп. 1971)              |
| Помоћник режије           | Милан Узелац               | помоћник редитеља (10 еп. 1971)         |
| Одсек за звук             | Вук Дабушко                | тон мајстор (10 еп. 1971)               |
| Одсек за звук             | Јово Џабић                 | микроман (10 еп. 1971)                  |
| Одсек за звук             | Душан Станчевић            | тон мајстор (10 еп. 1971)               |
| Одсек за звук             | Иван Закић                 | тон мајстор (10 еп. 1971)               |
| Одсек за звук             | Радивоје Кипић             | микроман (9 еп. 1971)                   |
| Одсек за звук             | Влада Дујић                | микроман (1 еп. 1971)                   |
| Одсек за камеру и расвету | Јован Чедић                | вођа расвете (10 еп. 1971)              |
| Одсек за камеру и расвету | Драгољуб Ђорђевић          | пратилац камере (10 еп. 1971)           |
| Одсек за камеру и расвету | Војислав Лукић             | пратилац камере (10 еп. 1971)           |
| Одсек за камеру и расвету | Ирена Милошевић            | сниматељ (10 еп. 1971)                  |
| Одсек за камеру и расвету | Божидар Бота Николић       | пратилац камере (10 еп. 1971)           |
| Одсек за камеру и расвету | Сретен Станојевић          | пратилац камере (10 еп. 1971)           |
| Одсек за монтажу          | Павле Марковић             | видео миксер (10 еп. 1971)              |
| Музички одсек             | Милан Лане Гутовић         | певач: „Гаудеамус игитур” (10 еп. 1971) |
| Музички одсек             | Петар Краљ                 | певач: „Гаудеамус игитур” (10 еп. 1971) |
| Музички одсек             | Никола Симић               | певач: „Гаудеамус игитур” (10 еп. 1971) |
| Музички одсек             | Властимир Ђуза Стојиљковић | певач: „Гаудеамус игитур” (10 еп. 1971) |
| Музички одсек             | Бора Тодоровић             | певач: „Гаудеамус игитур” (10 еп. 1971) |
| Остала екипа              | Нада Петернек              | секретар режије (10 еп. 1971)           |
| Остала екипа              | Љиљана Павић               | косценариста (1 еп. 1971)               |

## Занимљивости
- Иако је најпре понуђено Александру Ђорђевићу, који је захтевао три месеца припреме, место редитеља је на крају припало Небојши Комадини, који је, према речима сценаристе Синише Павића "био добар, али као позоришни редитељ".[4] Како је тадашњи уредник телевизије, драматург Слободан Новаковић, био одушевљен текстом, снимање је убрзо започето али у, како је Павић истакао, "немогућим условима".[5] Наиме, епизода у трајању од 50 минута снимана је за само један дан што је, према Павићевом мишљењу, драстично смањило квалитет текста.[6] Иако је серија постигла успех код гледалаца, Павић је, као аутор серије, био незадовољан реализацијом до те мере да је био на ивици тога да више не ради за телевизију. Ипак, до краја деценије је радио као сарадник на другим пројектима.[7]
- С обзиром на то да је од свих серија реализацијом Дипломаца био најмање задовољан, Павић је имао у плану да серију сними поново што му је и предлагано, али то није остварено.[8]